# Topsport Trainingsgroep
De Topsport Trainingsgroep (TTG) was een schaatsploeg van de KNSB en NOC*NSF die langebaanschaatsers na het verdwijnen van commerciële teams voor 2018/2019 zich ontfermde over de kerntaak voor de kwaliteit van het schaatsen. De ploeg stond onder leiding van Gerard van Velde. Al voor aanvang van seizoen 2018/2019 vonden coach Peter Kolder en het damestrio Ireen Wüst, Esmee Visser en Lotte van Beek een sponsor.

## Achtergrond
Er was aanvankelijk plaats voor acht tot twaalf topschaatsers die onder leiding van een coach in een volwaardig omgeving zich voor kunnen bereiden op het seizoen. Zeventien schaatsers die een zogeheten A-status of HP-status (high potential) hebben van NOC*NSF, of recent een podiumplaats hebben gehaald bij een World Cup-wedstrijd komen in aanmerking. Zeven schaatsers bleven over en bij de aanvang uiteindelijk nog vier topsprinters.
Tot 2010 bestond er een dergelijke structuur door middel van het KNSB Opleidingsteam en het Regiotop-model.

### 2018-2019
De ploeg bestond tijdelijk uit deze rijd(st)ers:
| Mannen           | Mannen             |
| Naam             | Specialisatie      |
| ---------------- | ------------------ |
| Marcel Bosker    | 1500m en 5000m     |
| Dai Dai Ntab     | 500m, 1000m        |
| Kai Verbij       | 500m, 1000m        |
| Pim Schipper     | 500m, 1000m, 1500m |
| Michel Mulder    | 500m, 1000m        |
| Ronald Mulder    | 500m, 1000m        |
| Gerben Jorritsma | 1000m, 1500m       |
| Wesly Dijs       | 1000m, 1500m       |